# Paweł Jerzy Starzeński
Paweł Jerzy Maria Adam Starzeński hrabia herbu Lis (ur. 28 listopada 1901 w Kościelcu, zm. 31 maja 1971 w Buenos Aires) – polski wojskowy, dyplomata i publicysta, autor wspomnień Trzy lata z Beckiem i Ostatni polscy rycerze (Londyn, 1968).

## Życiorys
Syn hrabiego Adama Edwarda Stanisława i hrabianki Marii z Wodzickich herbu Leliwa.
W 1920, w czasie wojny z bolszewikami, jako ochotnik walczył w szeregach 8 Pułku Ułanów Księcia Józefa Poniatowskiego. Służbę w polskiej dyplomacji rozpoczął 22 stycznia 1930 i w jej trakcie pracował m.in. w konsulacie w Strasburgu, w londyńskiej ambasadzie oraz w Misji Polskiej przy Lidze Narodów w Genewie. W latach 1937–1939 pełnił funkcję sekretarza Józefa Becka, po wybuchu wojny wraz z nim przedostał się do Rumunii, a następnie do Paryża. W czasie wojny współpracował też ze Stanisławem Catem-Mackiewiczem w redakcji wydawanego na emigracji wileńskiego "Słowa". Służąc w polskim wojsku w 1 Dywizji Pancernej, brał udział m.in. w inwazji na Normandię. We wrześniu 1944 został mianowany podporucznikiem w korpusie oficerów kawalerii. Po wojnie pracował przez pewien czas w Edynburgu jako delegat Ministerstwa Kultury, a następnie wyjechał na stałe do Argentyny, gdzie zmarł.

## Ordery i odznaczenia
- Srebrny Krzyż Zasługi z Mieczami – 6 maja 1946
- Krzyż Oficerski Orderu Gwiazdy Rumunii[3]
- Medal Koronacyjny Króla Jerzego VI[3]